# Farmer (ö)
Farmer (engelska: Farmer Island) är en ö i Australien. Den ligger i kommunen Cook och delstaten Queensland, omkring 2 000 kilometer nordväst om delstatshuvudstaden Brisbane.